# Дан мртвих
Дан мртвих (шп. Día de Muertos) је мексички празник који се прославља у целом Мексику а нарочито у централном и јужном делу Мексика. Вишедневна прослава празника подразумева породицу и пријатеље који се окупљају како би се молили и сетили се пријатеља и чланова породице који су умрли и који им помажу да подрже своје духовно путовање. У мексичкој култури смрт се сматра природним делом људског циклуса. Мексиканци на то не гледају као на дан туге, већ као на дан прославе, јер се њихови најмилији буде и славе са њима. 2008. године традиција је уписана на списак Унескове светске баштине.
Празник се понекад назива и Día de los Muertos у англофонским земљама, што је повратни превод оригиналног мексичког имена, Día de Muertos. Посебно се слави у Мексику где је државни празник. Пре шпанске колонизације у 16. веку, прослава се одвијала почетком лета. Постепено, био је повезан са 31. октобром, 1. новембром и 2. новембром. Традиције повезане са празником укључују изградњу приватних олтара званих ofrenda, одавање почасти покојницима користећи лобање (cavaleras), мексички невен (tagete) и омиљену храну и пића одсељених, и посећивање гробова с тим поклонима. Посетиоци такође остављају ствари покојника на гробу.

## Поштовање у Мексику

### Историја
Прослава Дана мртвих у Мексику развила се из древних традиција међу њеним предколумбијским културама. Фестивал који се развио у модерни Дан мртвих пао је у девети месец астечког календара, од почетка августа, и славио се цео месец. Свечаности су биле посвећене богињи познатој као "Дама мртвих", што одговара модерној Ла Калавера Катрина (La Calavera Catrina).
До краја 20. века у већини региона Мексика развиле су се праксе давања почасти умрлој деци и новорођенчади 1. новембра, а 2. новембра за почаст умрлим одраслим особама. 1. новембар се генерално назива Дан невиних (Día de los Inocentes) или Дан малих анђела (Día de los Angelitos) док се 2. новембар назива се Дан мртвих (Día de los Muertos/Día de los Difuntos).

### Олтари
Људи одлазе на гробља како би били са душама умрлих и граде приватне олтаре који садрже омиљену храну и пиће, као и фотографије и меморабилије оних који су отишли. Намера је охрабрити посету душа, па ће душе чути молитве и коментаре живих упућених њима. Прославе могу попримити шаљив тон, јер се слављеници сећају смешних догађаја и анегдота о одласку.
Планови за дан се израђују током читаве године, укључујући прикупљање ствари које ће бити понуђене мртвима. Током тродневног периода породице обично чисте и украшавају гробове. Већина посећује гробља где су сахрањени њихови најмилији и украшавају своје гробове олтарима који често укључују мексичке невене (tagetes). У модерном Мексику невен се понекад назива цвет мртвих (flor de muerto). Сматра се да ово цвеће привлачи душе мртвих ка олтарима. Такође се верује да светле латице са јаким мирисом могу водити душе са гробља до њихових породичних домова.
Доносе се играчке за децу (los angelitos) а флаше текиле или теглица атоле за одрасле. Породице ће на гроб понудити и ситнице или омиљене слаткише покојника. Неке породице имају олтаре у кући, обично са храном попут кандиране бундеве, хлеб мртвих (pan de muerto) и шећерних лобања (calaveras). Олтари се остављају као добродошлица за покојнике. Играчке и храна, укључујући хлеб и бомбоне, створени су у облику симбола смрти попут лубања и костура. Неки верују да духови мртвих једу "духовну суштину" хране из обичних риба, тако да иако они који славе једу храну након свечаности, верују да јој недостаје нутритивна вредност. Јастуци и ћебад се остављају како би се покојници могли одморити након дугог пута. У неким деловима Мексика људи проводе целу ноћ поред гробова својих рођака. На многим местима људи имају излете и на гробном месту.

### Храна и пиће
Тамале (tamales) су једно од најчешћих јела припремљених за овај дан.
Pan de muerto и calavera посебно су повезани са Даном мртвих. Pan de muerto је врста слатког пецива у облику лепиње, посутог шећером, а често украшена комадима истог пецива у облику кости. Calaveras или шећерне лобање приказују шарени дизајн који представља виталност и индивидуалну личност умрлих.
Поред хране, пиће је изузетно важно за традицију такође. Историјски гледано, главно алкохолно пиће било је традиционално мексичко пиће пулке (pulque), док ће данас породице најчешће пити омиљени напитак својих покојних предака. Остала пића повезана са празником су atole i champurrado, топла, густа, безалкохолна пића.

### Шећерне лобање
Они са изразитим талентом за писање понекад стварају кратке песме, које се називају calaveras literarias, шаљиви натписи пријатеља, описујући занимљиве навике и ставове или смешне анегдоте. Тај је обичај настао у 18. или 19. Новине посвећују лобање јавним личностима а позоришне презентације Дон Хуана Тенорија комад Хосеа Сориље и Морал (José Zorrilla y Moral (1817-1893)) су такође традиционалне на овај дан.
Уобичајени симбол празника је лобања, коју слављеници представљају у маскама, званим calacas (колоквијални израз за костур), и храна попут шећера или чоколадне лобање. Лобања шећера може се дати као поклон и живима и мртвима.

## Поштовање изван Мексика

### Белизе
У Белизеу дан мртвих практикују људи националности Маја. Прослава је позната као Hanal Pixan што на њиховом језику значи "храна за душе". Олтари су направљени и украшени храном, пићима, бомбонама и свећама.

### Бразил
Бразилски државни празник Дан мртвих (Finados) обележава се 2. новембра. Слично другим прославама Дана мртвих, људи иду на гробља и цркве са цвећем и свећама и нуде молитву. Прослава је замишљена као позитивно одавање почасти мртвима. Сећање на мртве потиче из староседелачког, афричког и европског католичког порекла.

### Еквадор
У Еквадору Дан мртвих у одређеној мери посматрају сви делови друштва, мада је то посебно важно за староседелачке народе, који чине око четвртине становништва. Породице староседеоца окупљају се на гробљу у заједници с понудом хране за целодневно сећање на своје претке и изгубљене вољене.

### Гватемала
Гватемалске прославе Дана мртвих, 1. новембра, истакнуте су изградњом и летењем џиновских змајева. Житељи Гватемале пуштају змајеве у уверењу да змајеви помажу духовима да пронађу свој повратак на Земљу.

### Перу
У Перуу обично људи посећују гробље и доносе цвеће да украсе гробове погинулих рођака. Понекад људи пуштају музику на гробљу.

### Америка
У многим америчким заједницама са мексичким становницима прославе Дана мртвих су врло сличне онима у Мексику. У неким од ових заједница, у државама као што су Тексас, Нови Мексико и Аризона, прославе су углавном традиционалне.

### Азија и Океанија
Прославе Дана мртвих у мексичком стилу одржавају се у већим градовима Аустралије, Фиџија и Индонезије. Поред тога, у Велингтону на Новом Зеланду се одржавају истакнуте прославе, заједно с олтарима који покојницима славе цвеће и поклоне.
Филипинци традиционално прослављају овај дан посећујући породицу мртвих како би очистили и поправили своје гробнице.

### Европа
Као део промоције мексичке амбасаде у Прагу, неки локални грађани придружују се дану мртвих у мексичком стилу. Позоришна група одржава догађаје који укључују свеће, маске и шминкање користећи светлуцаву боју у облику шећерних лобања.